# Grzegorz Nowak (Ruderer)
Grzegorz Nowak (* 1. November 1954 in Luboń) ist ein ehemaliger polnischer Ruderer. Er gewann 1980 die olympische Bronzemedaille im Vierer mit Steuermann.

## Karriere
Der 2,02 m große Grzegorz Nowak belegte bei den Weltmeisterschaften 1977 den achten Platz im Vierer mit Steuermann. 1978 bildeten Adam Tomasiak, Grzegorz Nowak und Steuermann Ryszard Kubiak den polnischen Zweier mit Steuermann und gewannen hinter den Booten aus der DDR und aus der CSSR die Bronzemedaille bei den Weltmeisterschaften auf dem Lake Karapiro. In der gleichen Besetzung wurden die Polen Neunte bei den Weltmeisterschaften 1979.
Im Jahr darauf bildeten Grzegorz Stellak, Adam Tomasiak, Grzegorz Nowak, Ryszard Stadniuk und Ryszard Kubiak einen Vierer mit Steuermann. Bei den Olympischen Spielen 1980 in Moskau belegten die Polen im Vorlauf den zweiten Platz hinter dem Vierer aus der DDR, ihren Hoffnungslauf gewannen die Polen vor dem Boot aus der Schweiz. Im Finale setzten sich die Boote aus der DDR und der Sowjetunion früh ab, im Ziel lagen die Deutschen deutlich vorn. Hinter dem sowjetischen Vierer erreichten die Polen das Ziel vor den Spaniern. Die Mitglieder der polnischen Crew traten auch im Achter an. Nachdem sie sich nicht für das A-Finale qualifiziert hatten, traten sie zum B-Finale nicht mehr an.
Die Bronzemedaillengewinner von 1980 starteten auch bei den Weltmeisterschaften 1981 und erreichten den achten Platz. 1982 belegten Krzysztof Gabryelewicz, Adam Tomasiak, Grzegorz Nowak, Piotr Winczura und Ryszard Kubiak den sechsten Platz bei den Weltmeisterschaften in Luzern. 1983 in Duisburg ruderte der polnische Vierer in der gleichen Besetzung wie 1982 auf den neunten Platz.